# 해안꼬리개구리
해안꼬리개구리는 해안 지대에 서식하는 꼬리개구리이다. 주로 로키산맥과 떨어진 미국 북서부 해안 지역에서 서식하고 있다.

## 같이 보기
- 꼬리개구리